# Gerd Hachmeister
Gerd Hachmeister (* 24. Juni 1942 in Leipzig) ist ein ehemaliger deutscher Badmintonspieler.

## Karriere
Gerd Hachmeister wurde 1961 DDR-Juniorenmeister im Herrendoppel gefolgt vom Studententitel 1965, ebenfalls im  Doppel. 1966 gewann er mit dem Team der HSG DHfK Leipzig bei der DDR-Mannschaftsmeisterschaft Silber. 1968 reichte es nur zu Bronze mit der Mannschaft, während man 1969 und 1970 wieder Vizemeister wurde. 1971 und 1973 erkämpfte sich die HSG unter Mitwirkung von Gerd Hachmeister zwei weitere Bronzemedaillen.

## Sportliche Erfolge
| Saison    | Veranstaltung                    | Disziplin      | Platz | Name |
| --------- | -------------------------------- | -------------- | ----- | --- |
| 1959/1960 | DDR-Bestenermittlung AK 16/17    | Herrendoppel   | 2     | Gerd Hachmeister / Gerd Börnert (DHfK Leipzig) |
| 1960/1961 | DDR-Einzelmeisterschaft AK 16/17 | Herrendoppel   | 1     | Gerd Hachmeister / Volker Herbst (DHfK Leipzig) |
| 1960/1961 | DDR-Einzelmeisterschaft AK 16/17 | Mixed          | 3     | Gerd Hachmeister / Beate Herbst (DHfK Leipzig) |
| 1964/1965 | DDR-Studentenmeisterschaft       | Herrendoppel   | 1     | Gerd Hachmeister / Klaus Renner (TU Dresden – DHfK Leipzig / TU Dresden) |
| 1965/1966 | DDR-Mannschaftsmeisterschaft     | Mannschaft     | 2     | DHfK Leipzig (Volker Herbst, Gerd Hachmeister, Bernd Hachmeister, Reinhard Stobbe, Bernd Lawrenz, Norbert Skonetzki, Beate Herbst, Marianne Döbler, Dagmar Herbst)                                    |
| 1966/1967 | DDR-Studentenmeisterschaft       | Herrendoppel   | 3     | Klaus Renner / Gerd Hachmeister (TU Dresden / TU Dresden – DHfK Leipzig) |
| 1967/1968 | DDR-Mannschaftsmeisterschaft     | Mannschaft     | 3     | DHfK Leipzig (Volker Herbst, Gerd Pigola, Bernd Hachmeister, Gerd Hachmeister, Joachim Gerhardt, Frank Geißler, Beate Herbst, Christa Neitzsch, Dagmar Herbst-Pigola, Marianne Döhler, Petra Kabisch) |
| 1968/1969 | DDR-Mannschaftsmeisterschaft     | Mannschaft     | 2     | DHfK Leipzig (Volker Herbst, Gerd Pigola, Bernd Hachmeister, Gerd Hachmeister, Joachim Gebhardt, Frank Geißler, Beate Herbst, Dagmar Pigola, Marianne Döhler, Petra Kabisch)                          |
| 1969/1970 | DDR-Mannschaftsmeisterschaft     | Mannschaft     | 2     | DHfK Leipzig (Gerd Pigola, Volker Herbst, Gerd Hachmeister, Frank Geißler, Christel Sommer, Beate Herbst, Dagmar Pigola)                                                                              |
| 1969/1970 | Silberner Federball              | Herreneinzel B | 2     | Gerd Hachmeister (DHfK Leipzig) |
| 1970/1971 | DDR-Mannschaftsmeisterschaft     | Mannschaft     | 3     | DHfK Leipzig (Gerd Pigola, Joachim Gerhardt, Volker Herbst, Gerd Hachmeister, Bernd Hachmeister, Christel Sommer, Beate Herbst)                                                                       |
| 1972/1973 | DDR-Mannschaftsmeisterschaft     | Mannschaft     | 3     | DHfK Leipzig (Gerd Pigola, Volker Herbst, Wolfgang Böttcher, Jürgen Richter, Bernd Brösdorf, Frank Geißler, Joachim Gerhardt, Gerd Hachmeister, Christel Sommer, Helga Pöschel, Beate Herbst)         |